# Монастырь Эбрах
Монастырь Эбрах (также Эбрахский монастырь; нем. Kloster Ebrach) — бывший мужской цистерцианский монастырь, располагавшийся в баварской ярмарочной общине Эбрах (Верхняя Франкония) и относившийся к архиепархии Бамберга; монастырь был основан в 1127 году при содействии короля Конрада III — как вспомогательная обитель при аббатстве Моримон; был распущен в ходе секуляризации 1803 года, а с 1851 в монастырских постройках размещается администрация местной тюрьмы.

## История и описание
Монастырь Эбрах был основан в 1127 году монастырь как вспомогательная обитель при аббатстве Моримон, став первой в Германии цистерцианской обителью на правом берегу Рейна; основателями являлись франконские аристократы, братья Берно и Ричвин. Первая община состояла из двенадцати монахов и возглавлялась настоятелем по имени Адам. Содействие в основании обители оказал и король Конрад III Гогенштауфен, чья жена Гертруда фон Ротенбург и сын Фридрих были в 1134 году похоронены в первой монастырской церкви — сегодня их могилы можно найти в южном боковом нефе.
Уже при первом настоятеле, являвшимся влиятельной фигурой как в церковных, так и светских кругах региона — а также доверенным лицом мистика Бернарда Клервоского — у монастыря начался первый расцвет. Обитель основала сразу шесть дочерних монастырей, включая монастыри в Хейльсброне (1132), Лангхайме (1133), Альдерсбахе (1146) и Бильдхаузене (1158). Важным этапом в средневековом развитии монастыря стало и строительство современной (второй) церкви, фундамент которой был заложен в 1200 году; она была освящена епископом Вюрцбургским Бертольдом II фон Штернбергом в 1285.
Щедрые пожертвования со стороны франконской знати обеспечили дальнейшее процветание цистерцианской обители: большинство благотворителей нашли свое последнее пристанище в её стенах. Среди жертвователей были и бургграфы Нюрнберга Фридрих III и его сын Иоганн I; Людвиг фон Виндхейм завещал монастырю свои владения в Бургвиндхайме. В определённые периоды более ста монахов проживало в Эбрахе; 37 монахов обители были назначены настоятелями в другие монастыри, а двое — стали епископами. В начале XIV века цистерцианцы из Эбрах построили в Нюрнберге дом престарелых, названный ими «Эбрахер Хоф» (Эбрахский двор); в 1480 году дом был дополнен часовней Святого Михаила. Другие монастырские дворы находились в Швайнфурте, Редельзе, Бамберге и Майнстокхайме.
Монастырь неоднократно подвергался разорению. Во время Крестьянской войны, в 1525 году, монастырь был сожжен, а настоятелю и общине пришлось бежать. В конце Второй маркграфской войны, в 1554 году, недавно начавший восстанавливаться монастырь был вновь разграблен. В 1583 году сгорела монастырская библиотека — она была восстановлена в последующие пять лет. Во время Тридцатилетней войны монастырь был разрушен, а его сокровищница, спрятанная в Вюрцбурге, попала в руки шведских войск и была переправлена в Стокгольм. Аббатство Эбрах было распущено в ходе секуляризации, в 1803 году: в это время в монастыре проживал 51 монах и 10 братьев-мирян, а настоятелем являлся Ойген Монтаг (1741—1811). С 1851 года в оставшихся монастырских постройках размещается администрация тюрьмы Эбрах.

## фотогалерея

Монастырь Эбрах - Kloster Ebrach
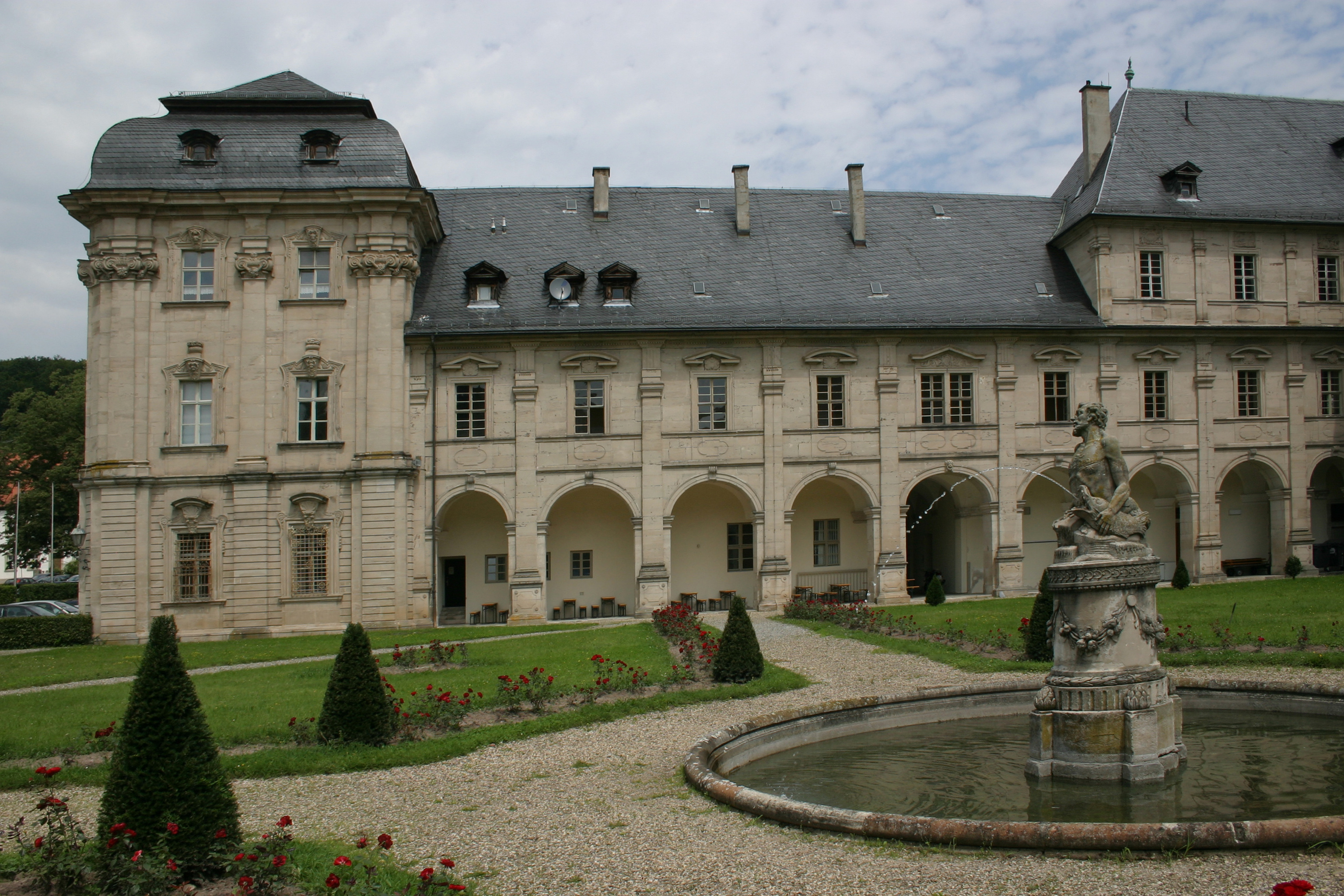
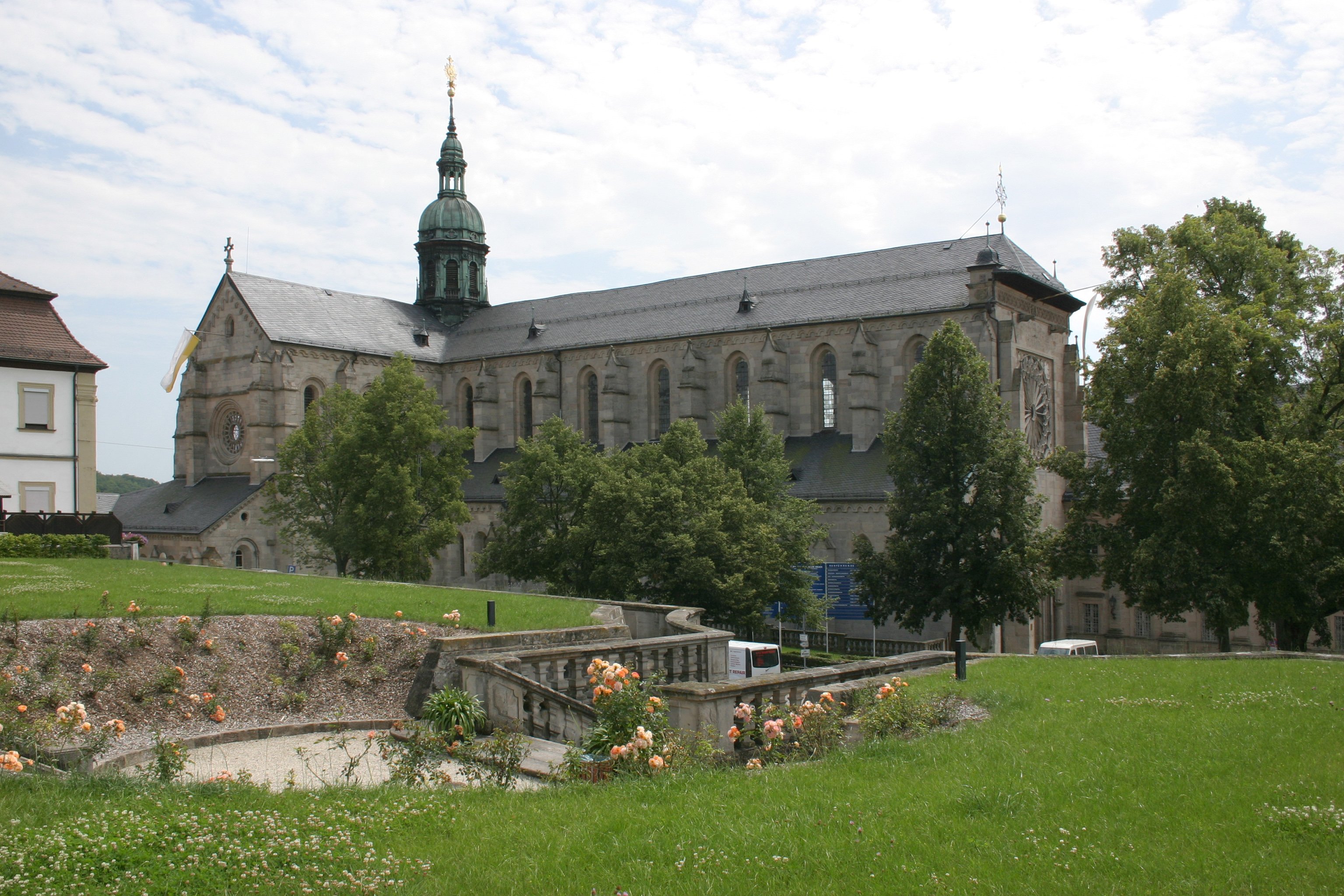
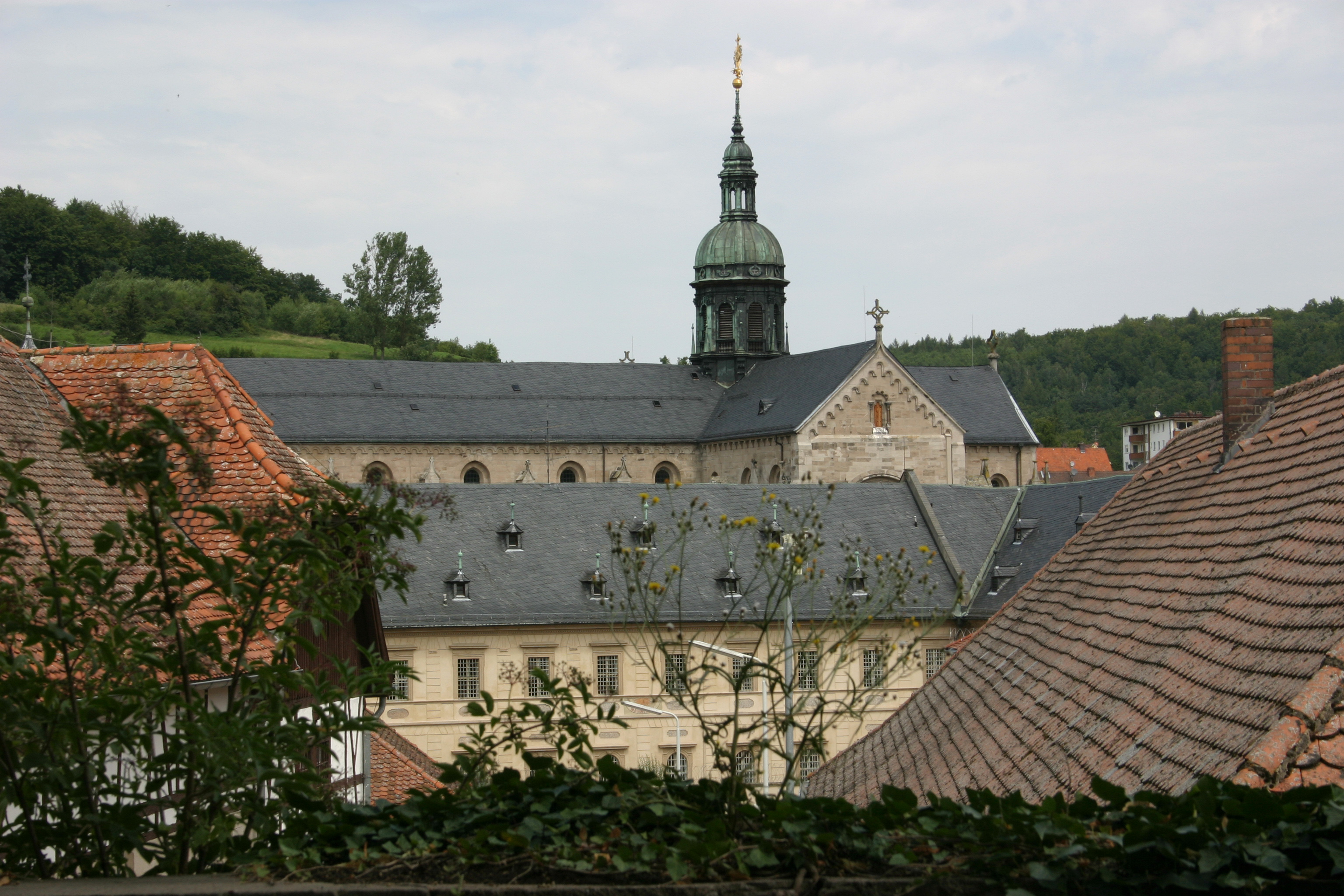
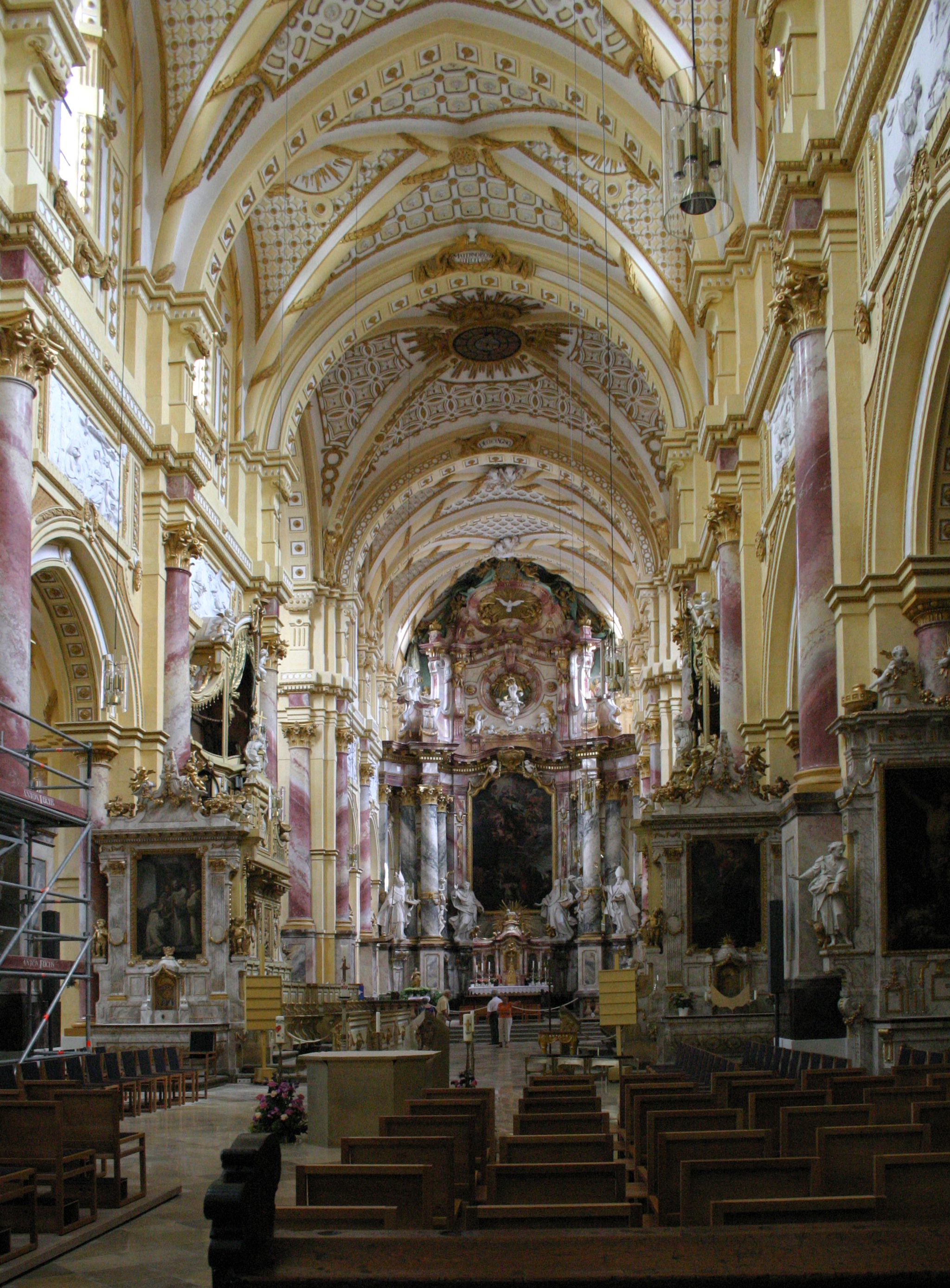
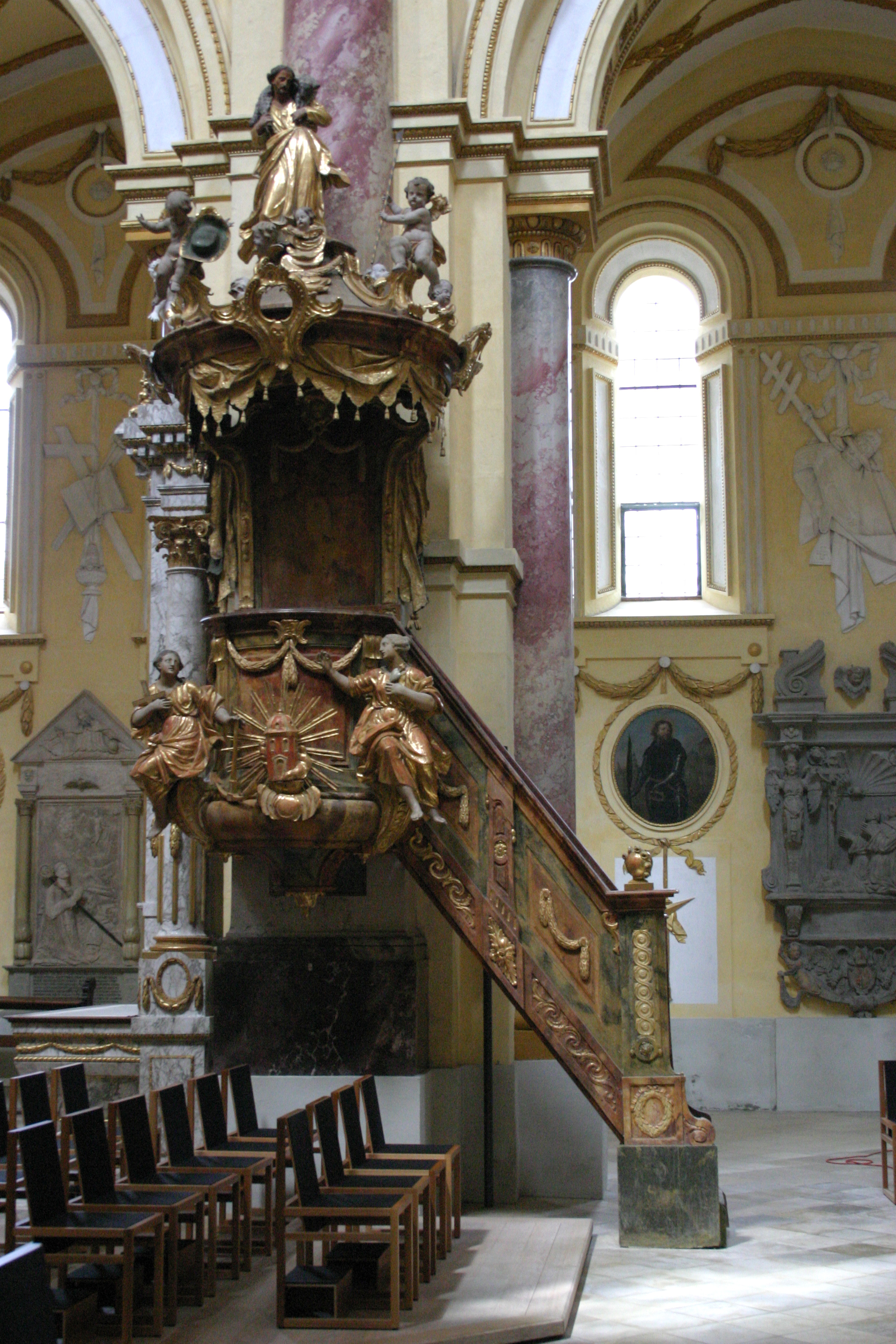
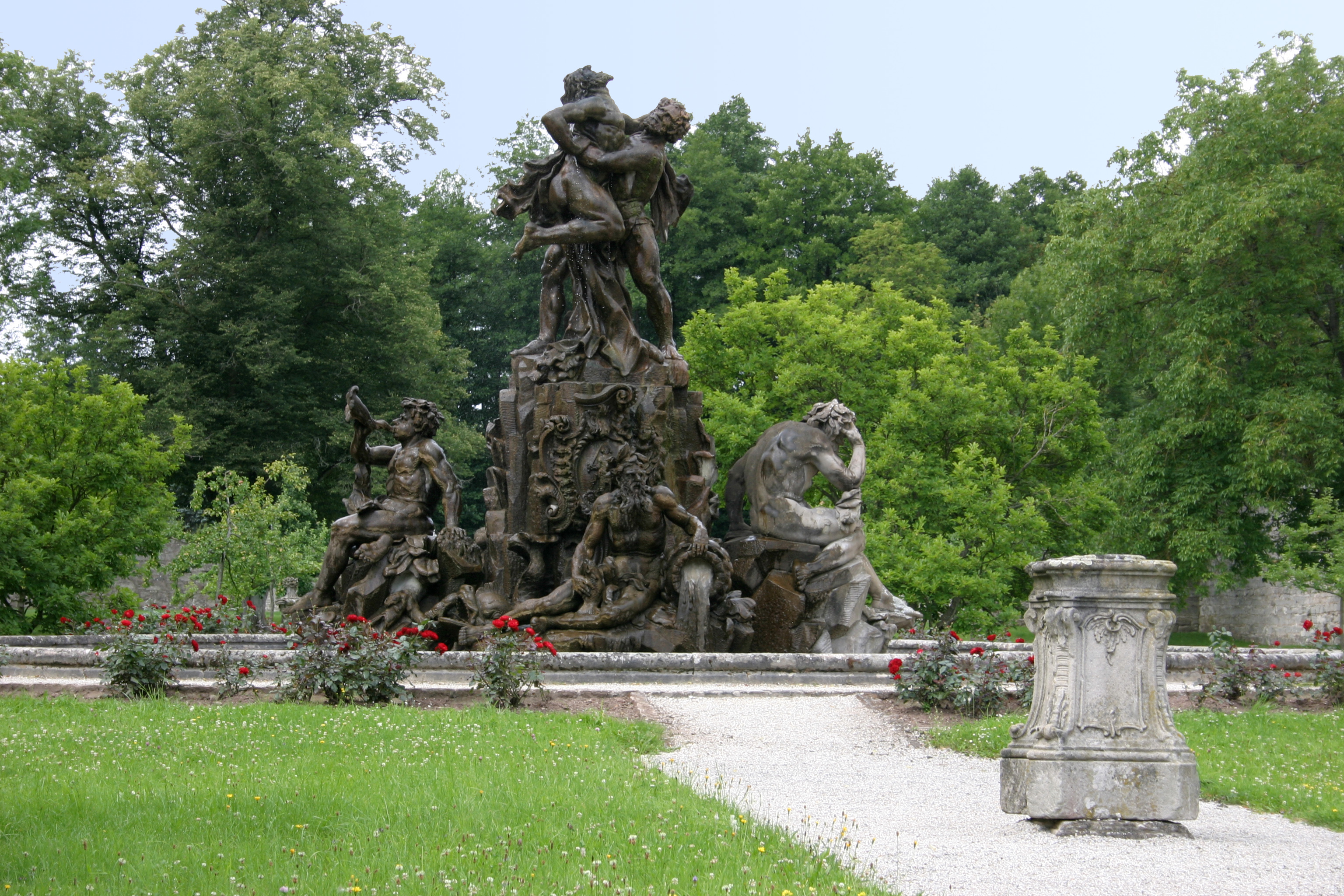